# Iglesia de San Roque de Pisa
La iglesia de San Roque de Pisa es un edificio religioso público destinado al culto cristiano situado en la plaza de los Caballeros.

## Historia
Originariamente se construyó sobre la iglesia altomedieval de San Pedro en la Corte Vieja, documentada en 1027. El topónimo con el que aparece en los documentos la relaciona con la Curtis lombarda, sede político-administrativa del gastaldo pisano. 
En 1575 fue totalmente reconstruida, pasando a depender de la Compañía de San Roque. Entre 1630 y 1634 la iglesia fue objeto de una reforma en su totalidad a cargo del arquitecto Cosimo Pugliani, que le superpuso un oratorio, actualmente desaparecido. Estas obras se realizaron a partir de la iniciativa de varias familias pudientes de Pisa que deseaban agradecer al santo haber sobrevivido a una epidemia de peste.
En 1782, la supresión de la Compañía supuso que la iglesia pasara a manos privadas, suspendiéndose el culto hasta 1899, año en el que se realizaron nuevas reformas y volvió a formar parte de los bienes de la diócesis.

## Descripción
La iglesia de san Roque se encuentra situada en la parte oriental de la plaza de los Caballeros. La fachada principal está enlucida en yeso y pintada de color ocre. El edificio presenta una única nave con dos capillas laterales rematada con un ábside cuadrangular. El presbiterio, elevado respecto al resto de la nave, se introduce por medio de un arco triunfal rebajado, a cuyos lados se encajan dos puertas coronadas con sendas hornacinas a cada lado para exponer los relicarios.
En el interior se conservan decoraciones murales del siglo XIII, en las lunetas de la bóveda, y del siglo XVIII y del XIX como los frescos con San Roque acogiendo a los apestados de la bóveda, atribuidos a  Francesco Venturi; una gran copia del Santo Rostro en madera, del siglo XIII; y en el altar mayor un Crucifijo del siglo XVI y una Virgen con Niño en terracota polícroma del siglo XV. A la izquierda del altar, destaca un retablo de San Roque atribuido a Giovanni Antonio Sogliani.